# أنا لويس بلومان
أنا لويس بلومان (بالإنجليزية: Anna-Louise Plowman)‏ هي ممثلة أمريكية، ولدت في 9 مايو 1972 في نيوزيلندا.

## وصلات خارجية
- أنا لويس بلومان على موقع IMDb (الإنجليزية)
- أنا لويس بلومان على موقع ألو سيني (الفرنسية)
- أنا لويس بلومان على موقع ميوزك برينز (الإنجليزية)
- أنا لويس بلومان على موقع أول موفي (الإنجليزية)
- أنا لويس بلومان على موقع قاعدة بيانات الفيلم (الإنجليزية)
- أنا لويس بلومان على موقع كينوبويسك (الروسية)